# Brebu (Caraș-Severin)
Pour les articles homonymes, voir Brebu.
Brebu (en hongrois : Perlő) est une commune roumaine située dans le județ de Caraș-Severin.